# ラグビー駅
ラグビー駅（英語: Rugby station）はアメリカ合衆国ノースダコタ州ラグビー  ウェスト・デューイ・ストリート201にある駅。 全米各地を結ぶ旅客鉄道のアムトラックが乗り入れている。

## 概要
駅自体は1893年6月18日に開業。チューダー様式の駅舎はグレート・ノーザン鉄道により1907年に建設された。当駅は1991年に国家歴史登録財として登録された。

## 利用可能な鉄道路線／列車
アムトラックの停車する列車は下記の通り。
シカゴとシアトル / ポートランド間の夜行長距離列車エンパイア・ビルダー … 1往復、発着
※当駅にはシカゴ - シアトル間、シカゴ - ポートランド間の編成とも停車。ワシントン州のスポケーン駅にて連結および切り離しを行う。